# 2025년 동계 아시안 게임
2025년 동계 아시안 게임(중국어: 2025年亚洲冬季运动会, 영어: 2025 Asian Winter Games), 공식 명칭 제9회 동계 아시안 게임(중국어: 第九届亚洲冬季运动会, 영어: IX Asian Winter Games)은 2025년 2월 7일부터 14일까지 중화인민공화국 헤이룽장성 하얼빈에서 개최된 동계 아시안 게임이다. 1996년 동계 아시안 게임 이후 두 번째로 하얼빈에서 열린 동계 아시안 게임이자 창춘에서 열린 2007년 대회 이후로 18년 만에 중화인민공화국에서 열리는 세 번째 동계 아시안 게임이다. 또한 2017년 대회 이후 8년만에 다시 열리는 동계 아시안 게임이다.

## 유치 과정
2023년 7월 8일 태국 방콕에서 열린 제42차 OCA 총회에서 2025년 동계 아시안 게임 개최지로 중국 하얼빈이 선정되었다. 하얼빈은 이번 대회 개최지에 유일하게 입후보한 도시이다.

### 공식 입후보 도시
- 하얼빈: 2023년 6월 28일, 하얼빈시 인민정부는 2025년 동계 아시안 게임 유치에 관한 언론 브리핑을 열었고, 정부 관계자는 유치를 위한 모든 준비가 기본적으로 완료되었다고 밝혔다.[3][4]

### 입후보에 관심을 보였던 도시
- 장자커우, 청더 - 국가 스포츠 당국이 하얼빈의 입찰을 지원함에 따라 불참 결정
- 서울, 강원도, 전주[5]

| 도시                  | NOC            | 라운드 1           |
| 중화인민공화국 하얼빈 | 중화인민공화국 | 유일한 입후보 도시 |

## 대회 준비

### 슬로건과 마스코트
2024년 1월 11일 동계 아시안 게임 조직위원회는 이번 대회 슬로건과 엠블럼, 마스코트를 발표했다. 슬로건은 "겨울의 꿈, 아시아의 사랑"(중국어: 冰雪同梦，亚洲同心 빙쉐퉁멍，야저우퉁신[*])이다. 마스코트는 "빈빈"(濱濱)과 "니니"(妮妮)로 2023년 9월 헤이룽장성의 동북호림원에서 태어난 시베리아호랑이 두 마리를 모티브로 "하얼빈이 당신을 환영합니다"라는 의미에 동북 지역의 독특한 자연 및 문화유산인 호랑이를 의인화해 올림픽 정신과 디자인을 통합했다고 밝혔다.

### 성화 및 메달
2024년 10월 30일, 동계 아시안 게임 100일 카운트기간을 앞두고 조직위원회는 대회 성화와 메달 디자인, 올해 아시안 게임의 대표가를 공식적으로 발표했다. 성화의 주제는 "파도"로 전체 높이는 약 735 mm이며 하얼빈의 시화인 수수꽃다리를 모티브로 했으며 끄트머리를 꽃에 있는 암술의 속이 비어 있는 디자인을 사용해 입체적인 효과를 냈다. 메달의 경우 "경기정신"을 주제로 앞면에는 올해 동계 아시안 게임 로고와 함께 하얼빈 대극원의 선을 본 딴 디자인을, 뒷면에는 이번 스키 부문 경기장인 야부리 스키 리조트와 샤오싱안링산맥 요소와 함께 상단에 아시안 올림픽 평의회 로고인 태양 가운데에 북홍마노를 상감으로 새겨넣었다. 리본 디자인은 타이양섬풍경구의 태양문을 형상화했다.
대회 노래인 대표가는 《얼빈의 눈》(尔滨的雪)이라는 제목으로 왕핑주가 작사, 창스레이가 작곡했으며 이양첸시, 단이춘이 뮤직 비디오 가수로 출연했다. 2022년 동계 올림픽 폐막식 출연진 및 제작진의 갈라송인 《우리는 함께》(我们在一起)를 개사한 노래다.

## 경기장
2024년 2월 27일 OCA은 2025년 동계 아시안 게임이 개최되는 경기장을 확정 발표했다.
| 경기장                             | 종목                                                                         | 수용 정원 | 각주   |
| ---------------------------------- | ---------------------------------------------------------------------------- | --------- | ------ |
| 하얼빈 빙구관                      | 아이스하키(남자)                                                             | 5,304     | [ 10 ] |
| 하얼빈 국제 컨벤션 전시 스포츠센터 | 개회식 및 폐회식                                                             | 17,000    |        |
| 하얼빈시 핑팡구 컬링관             | 컬링                                                                         | 216       | [ 11 ] |
| 하얼빈 체육대학 대학생 활빙관      | 아이스하키(여자)                                                             | 2,200     | [ 12 ] |
| 헤이룽장성 빙상훈련센터 속활관     | 피겨스케이팅 및 쇼트트랙                                                     | 2,767     | [ 13 ] |
| 헤이룽장성 빙상훈련센터 종합관     | 스피드스케이팅                                                               | 1,594     | [ 14 ] |
| 야부리 스키 리조트                 | 알파인스키, 바이애슬론, 크로스컨트리, 프리스타일, 스키마운티니어링, 스노보드 |           | [ 15 ] |

## 경기 진행

### 개막식
2월 7일 저녁 동계 아시안게임 개막식이 열렸으며 시진핑 중화인민공화국 주석이 개막을 공식 선언했다. 34개 국가와 지역 스포츠 대표팀이 순차적으로 입장하며 관중들의 큰 환영을 받았다. 개회식에서는 브루나이의 술탄 하사날 볼키아, 키르기스스탄의 대통령 사디르 자파로프, 파키스탄의 대통령 아시프 알리 자르다리, 태국의 총리 패통탄 친나왓, 대한민국의 국회의장 우원식 등 해외 고위 인사도 참여했다.
그 외 차이치, 왕이, 허리펑, 왕샤오훙, 천이친, 홍콩의 행정장관 존 리, 마카오의 행정장관 삼 호우파이 등이 개막식에 참여했다.

### 종목
2023년 10월 아시아 올림픽 평의회는 아시안 게임에서 열릴 스포츠를 발표했다. 이번 2025년 동계 아시안 게임에서는 11개 동계 스포츠에서 총 64개 종목의 경기가 열린다. 빙상 종목은 컬링, 피겨스케이팅, 스피드스케이팅, 쇼트트랙, 아이스하키 5개 종목이 열린다. 올해 아시안 게임부터는 스키마운티니어링이 처음으로 개최된다. 스키점프 종목의 경우 지난 대회를 마지막으로 평의회 투표 결과 개최 종목에서 떨어졌다.
괄호 안의 숫자는 각 종목의 메달 갯수를 뜻한다.
- 알파인스키 (2) (자세히)
- 바이애슬론 (4) (자세히)
- 크로스컨트리 (6) (자세히)
- 컬링 (3) (자세히)
- 피겨스케이팅 (4) (자세히)
- 프리스타일 (11) (자세히)
- 아이스하키 (2) (자세히)
- 쇼트트랙 (9) (자세히)
- 스키마운티니어링 (3) (자세히)
- 스노보드 (6) (자세히)
- 스피드스케이팅 (14) (자세히)

## 일정
2024년 2월 27일 OCA가 2025년 동계 아시안 게임 경기 일정을 발표했다. 경기 종목 중에서는 스피드스케이팅이 총 14개로 가장 많은 금메달이 걸려 있으며 그 다음으로 쇼트트랙이 총 9개의 금메달이 걸려 있다.
| OC | 개회식 | ● | 경기 | 1 | 결승전 | CC | 폐회식 |

| 종목/날짜→        | 종목/날짜→        | 2025년 2월 | 2025년 2월 | 2025년 2월 | 2025년 2월 | 2025년 2월 | 2025년 2월 | 2025년 2월 | 2025년 2월 | 2025년 2월 | 2025년 2월 | 2025년 2월 | 2025년 2월 | 종목 |
| 종목/날짜→        | 종목/날짜→        | 3 월       | 4 화       | 5 수       | 6 목       | 7 금       | 8 토       | 9 일       | 10 월      | 11 화      | 12 수      | 13 목      | 14 금      | 종목 |
| ----------------- | ----------------- | ---------- | ---------- | ---------- | ---------- | ---------- | ---------- | ---------- | ---------- | ---------- | ---------- | ---------- | ---------- | ---- |
| 개/폐회식         | 개/폐회식         |            |            |            |            | OC         |            |            |            |            |            |            | CC         |      |
| 알파인스키        | 알파인스키        |            |            |            |            |            | 1          | 1          |            |            |            |            |            | 2    |
| 바이애슬론        | 바이애슬론        |            |            |            |            |            |            |            |            | 2          |            | 2          |            | 4    |
| 크로스컨트리 스키 | 크로스컨트리 스키 |            |            |            |            |            | 2          | 1          | 1          |            | 2          |            |            | 6    |
| 컬링              | 컬링              |            | ●          | ●          | ●          | ●          | 1          | ●          | ●          | ●          | ●          | ●          | 2          | 3    |
| 피겨스케이팅      | 피겨스케이팅      |            |            |            |            |            |            |            |            | ●          | 2          | 2          |            | 4    |
| 프리스타일 스키   | 프리스타일 스키   |            |            |            |            |            | 2          | 2          | 1          | 4          |            | 2          |            | 11   |
| 아이스하키        | 아이스하키        | ●          | ●          | ●          | ●          | ●          | ●          | ●          | ●          | ●          | ●          | ●          | 2          | 2    |
| 쇼트트랙          | 쇼트트랙          |            |            |            |            | ●          | 5          | 4          |            |            |            |            |            | 9    |
| 스키마운티니어링  | 스키마운티니어링  |            |            |            |            |            |            | 2          |            |            | 1          |            |            | 3    |
| 스노보드          | 스노보드          |            |            |            |            |            | 2          |            | 2          |            | ●          | 2          |            | 6    |
| 스피드스케이팅    | 스피드스케이팅    |            |            |            |            |            | 4          | 3          | 3          | 4          |            |            |            | 14   |
| 총 경기           | 총 경기           |            |            |            |            |            | 17         | 13         | 7          | 10         | 5          | 8          | 4          | 64   |
| 누적 경기         | 누적 경기         |            |            |            |            |            | 17         | 30         | 37         | 47         | 52         | 60         | 64         |      |
| 종목/날짜→        | 종목/날짜→        | 3 월       | 4 화       | 5 수       | 6 목       | 7 금       | 8 토       | 9 일       | 10 월      | 11 화      | 12 수      | 13 목      | 14 금      | 종목 |
| 종목/날짜→        | 종목/날짜→        | 2025년 2월 |            |            |            |            |            |            |            |            |            |            |            | 종목 |

## 참가국
총 34개 올림픽 위원회가 이번 아시안 게임에 출전할 예정으로 2017년 한 대회에서 총 30개국이 출전했던 최고 기록을 뛰어넘었다. 부탄, 캄보디아, 사우디아라비아는 이번 대회에서 처음으로 동계 아시안 게임에 출전할 예정이다. 아프가니스탄과 바레인은 지난 2017년 대회에는 불참했다가 이번 대회에 복귀했으며, 2017년 대회에 출전했던 동티모르는 이번 대회에서는 불참했다. 그 외에 2017년 대회에서 초청국으로 경쟁했던 오스트레일리아와 뉴질랜드 또한 초대되지 않았다. 이번 동계 아시안 게임은 선수 규모가 역대 최대치를 기록하여 총 1,275명(남자 755명, 여자 520명)이 출전했다.
- 아프가니스탄 (3)
- 바레인 (18)
- 부탄 (1)[25]
- 캄보디아 (4)
- 중화인민공화국 (170)[26] (개최국)
- 홍콩 (74)[27]
- 인도 (76)
- 인도네시아 (6)[28]
- 이란 (14)[29]
- 일본 (155)[30]
- 요르단 (1)[31]
- 카자흐스탄 (138)[32]
- 쿠웨이트 (33)[33]
- 키르기스스탄 (50)[34]
- 레바논 (17)[35]
- 마카오 (22)
- 말레이시아 (8)
- 몽골 (36)
- 네팔 (4)[36]
- 조선민주주의인민공화국 (3)
- 파키스탄 (2)[37]
- 필리핀 (20)[38]
- 카타르 (15)
- 사우디아라비아 (8)
- 싱가포르 (23)
- 대한민국 (149)[39]
- 스리랑카 (4)
- 중화 타이베이 (67)[40]
- 타지키스탄 (4)[41]
- 태국 (85)
- 투르크메니스탄 (25)
- 아랍에미리트 (9)
- 우즈베키스탄 (26)
- 베트남 (1)[42]

## 메달 집계 (순위)
| 순위 | 국가                   | 금메달 | 은메달 | 동메달 | 합계 |
| ---- | ---------------------- | ------ | ------ | ------ | ---- |
| 1    | 중화인민공화국         | 32     | 27     | 26     | 85   |
| 2    | 대한민국               | 16     | 15     | 14     | 45   |
| 3    | 일본                   | 10     | 12     | 15     | 37   |
| 4    | 카자흐스탄             | 4      | 9      | 7      | 20   |
| 5    | 우즈베키스탄           | 1      | 0      | 0      | 1    |
| 5    | 필리핀                 | 1      | 0      | 0      | 1    |
| 7    | 조선민주주의인민공화국 | 0      | 1      | 0      | 1    |
| 8    | 중화 타이베이          | 0      | 0      | 1      | 1    |
| 8    | 태국                   | 0      | 0      | 1      | 1    |
| 합계 | 합계                   | 64     | 64     | 64     | 192  |

## 후원사 및 광고
| 2025년 동계 아시안 게임 스폰서                                                                                    |
| --- |
| 공식 파트너 - 중국동방항공 - 361도 - 중국연합통신 - Bornan 체육 - 중국페이허 - 지리 자동차 - 하얼빈 은행-중국은행 |
| 공식 스폰서 - 안단신의 - 핑안보험 - 삼특북파 - 중국석유                                                           |
| 공식 독점공급업체 - 하얼빈 벤처특채집단 - 지가이 공사                                                             |

## 방송
- 대한민국 - KBS 1TV, KBS 2TV, KBS NEWS D, MBC TV, MBC 뉴스 NOW, SPOTV[43]
- 중국 - CCTV
- 일본 - NHK, JNN, TBS

## 같이 보기
- 1996년 동계 아시안 게임 - 중국 하얼빈 개최
- 2022년 아시안 게임 - 중국 항저우 개최